# Helmut Seidel
Helmut Seidel (* 21. Juni 1929 in Welkersdorf; † 27. Juli 2007 in Leipzig) war ein deutscher marxistischer Philosoph.

## Leben
Seidel studierte nach dem Besuch der Arbeiter-und-Bauern-Fakultät der Universität Leipzig in Leipzig und Moskau Philosophie. Er promovierte 1961 an der Karl-Marx-Universität Leipzig mit einem Thema über Rosa Luxemburg und die deutsche Arbeiterbewegung. 1966 habilitierte er sich, die Habilitationsschrift hatte den Titel Philosophie und Wirklichkeit. Zur Herausbildung und Begründung der marxistischen Philosophie. Ab 1962 war er Dozent an der Karl-Marx-Universität, ab 1979 ebendort ordentlicher Professor für Geschichte der Philosophie. Von 1970 bis 1974 war er Direktor der Sektion Marxistisch-Leninistische Philosophie / Wissenschaftlicher Kommunismus der Karl-Marx-Universität. Als Hochschullehrer in Leipzig widmete er sich hauptsächlich der griechischen Antike, Spinoza, dem deutschen Idealismus, dem Linkshegelianismus und der Marxistischen Philosophie.
Nach dem Ende der SED-Diktatur in der DDR 1990 schied er unfreiwillig aus der Universität in den Vorruhestand aus. Er war Gründungsmitglied der Rosa-Luxemburg-Stiftung in Leipzig.
Helmut Seidel war mit der Historikerin Jutta Regine Seidel verheiratet.

## Philosophie
Seidels wichtigste These, die auf eine Neubegründung der marxistischen Philosophie (des dialektischen und historischen Materialismus) auf der Grundlage der Kategorie der Praxis zielt, lautet: „Weder Substanz noch Selbstbewußtsein ist der Ausgangspunkt für Marx, sondern die sinnlich-gegenständliche Tätigkeit der Menschen, die Arbeit, die gesellschaftliche Praxis. Die Kategorie Praxis steht nicht nur im Mittelpunkt des historischen Materialismus, wie meist interpretiert wird; eben weil sie dort steht, ist sie die Zentralkategorie der marxistischen Philosophie überhaupt.“
Diese These wird selbst von Anhängern unterschiedlich interpretiert. Volker Caysa meint, dass sich Seidels Vorschlag im Spannungsfeld von Arbeit und dialogischer Interaktion bewege. „Seidels Philosophie der Praxis geht davon aus, dass die vernünftige Reproduktion eines humanen Daseins von der Arbeit im Sinne der grundlegenden, elementaren Tätigkeitsform des Menschen, dem bewussten Handeln, abhängig ist, und dass die formale, abstrakte Arbeit als elementare Gattungstätigkeit jedes einzelnen, als einfachste und allen gemeinsame Lebenstätigkeit ein sinnvolles und anerkanntes Dasein des Menschen erst ermöglicht.“ Caysa kann sich mit seiner Interpretation darauf berufen, dass Seidel den Begriff der Arbeit aus Marx’ ökonomischen Hauptwerk, Das Kapital (Band 1), entleiht.
Allerdings zeigt ein Vergleich mit Marx’ Frühschriften, dass sich Seidels Praxiskonzept eher auf Motive der Ökonomisch-philosophischen Manuskripte (1844) stützt als auf den entwickelteren philosophischen Ansatz von Marx und Engels in der Deutschen Ideologie (1845), geschweige denn auf Marx’ (implizite) Philosophie im Kapital (1867). Das belegt u. a. folgende charakteristische Passage:
„Aus dem Ausgangspunkt des marxistischen Denkens folgt nämlich, daß man von der Arbeit aus sowohl in das Wesen des Menschen als auch in das Wesen der Natur eindringen kann; vollzieht sich doch in ihr das Werden der Natur für den Menschen wie auch der Selbsterzeugungsakt des Menschen. Der Mensch kann seine Wesenskräfte, einschließlich seines Erkenntnisvermögens, gar nicht entfalten, ohne sich die Natur zum Gegenstand zu machen; und er kann sich die Natur nicht zum praktischen, theoretischen oder ästhetischen Gegenstand machen, ohne seine subjektiven Wesenskräfte zu entfalten.“

## Auszeichnungen in der DDR
- 1984 Verdienstmedaille der DDR
- 1985 Gustav-Hertz-Preis der Karl-Marx-Universität Leipzig[1]

## Schriften
Publiziert hat Seidel eine Vielzahl von Broschüren, Zeitschriftenartikeln und Aufsätzen in Sammelwerken. 2001 veröffentlichte die Leipziger Rosa-Luxemburg-Stiftung einen Zusammendruck von Seidels Artikeln in der Deutschen Zeitschrift für Philosophie aus dem Jahre 1966.
- Vom praktischen und theoretischen Verhältnis der Menschen zur Wirklichkeit. Zur Neuherausgabe des Kapitels I des I. Bandes der „Deutschen Ideologie“ von K. Marx und F. Engels. In: Deutsche Zeitschrift für Philosophie. Heft 10, 1966.
- Von Thales bis Platon. Vorlesungen zur Geschichte der Philosophie. Dietz Verlag, Berlin 1980.
- Spinoza, Baruch. In: Erhard Lange, Dietrich Alexander (Hrsg.): Philosophenlexikon.  Dietz Verlag, Berlin 1982, S. 859–864.
- Aristoteles und der Ausgang der antiken Philosophie. Vorlesungen zur Geschichte der Philosophie. Dietz Verlag, Berlin 1984.
- Scholastik, Mystik und Renaissancephilosophie. Vorlesungen zur Geschichte der Philosophie. Dietz Verlag, Berlin 1990, ISBN 3-320-01361-0
- Spinoza zur Einführung. Junius, Hamburg 1994, ISBN 3-88506-905-9
- Johann Gottlieb Fichte zur Einführung. Junius, Hamburg 1997, ISBN 3-88506-957-1
- Philosophie und Wirklichkeit. Zur Herausbildung und Begründung der marxistischen Philosophie. Hrsg. von Volker Caysa. Rosa-Luxemburg-Stiftung Sachsen, Leipzig 2011, ISBN 978-3-89819-325-2
- Von Francis Bacon bis Jean-Jacques Rousseau – Vorlesungen zur Geschichte der Philosophie, Dietz Verlag, Berlin 2010, ISBN 978-3-320-02236-5